# Convento dei Cappuccini di Pontedecimo
Il Convento dei Cappuccini di Pontedecimo è un convento cattolico italiano dei Ordine dei frati minori cappuccini sito nel quartiere di Pontedecimo del comune di Genova. Fu costruito nel 1640 su impulso di papa Urbano VIII. Attualmente il convento dipende dalla Curia Provinciale sita presso il convento della Santissima Concezione di Genova, mentre la parte missionaria viene gestita dal Centro Missioni Estere Cappuccine. Ha sede presso il convento e collabora alla manutenzione l'associazione di volontariato ITA KWE Flavio Quell'Oller OdV, impegnata nel servizio dei bisognosi in Italia e all'estero, che ne mantiene attiva anche la vita liturgica e spirituale.

## Storia

### La fondazione
La tradizione tramanda che il primo accenno alla fondazione di un convento dei frati minori cappuccini a Pontedecimo, lungo la principale via di comunicazione fra Genova e la pianura Padana erede dell'antica Via Postumia, risalga a San Lorenzo da Brindisi, più volte ministro generale dell'Ordine, ai tempi del suo intervento nelle trattative fra il Regno di Spagna e il Ducato di Savoia in merito alla prima guerra del Monferrato (1613-1617). Le cronache riportano che, nel 1616, presumibilmente di passaggio a Pontedecimo in viaggio verso Candia Lomellina, abbia affermato: "Là un giorno sorgerà un convento per i miei confratelli".
La decisione di istituire il convento fu presa alcuni anni dopo da papa Urbano VIII (1568-1644). A tal fine, il benefattore Giacomo Cambiaso, detto Scattolino, donò ai frati il 25 settembre 1640 la collina anticamente nota come Monte Galletto, situata nel centro del paese. L'autorizzazione per la costruzione del convento fu concessa dall'arcivescovo di Genova il 1º ottobre dello stesso anno e i lavori iniziarono immediatamente sotto la direzione di padre Anacleto Roncagliolo. I lavori durarono circa un anno, al termine del quale la comunità poté insediarsi sotto la guida del primo padre guardiano Amedeo da Genova. Nel 1645, grazie alla generosità di Giovanni Cambiaso, i frati acquisirono anche il terreno adiacente al convento, arricchito da orto, vigneto e frutteto, per sostenere la comunità religiosa con la produzione orticola e vinicola.
Dopo pochi anni, durante l’epidemia di peste del 1656-57, i frati si dedicarono alla cura dei malati nelle loro abitazioni e gestirono un lazzaretto di 146 baracche costruite appositamente in località Isola, allora disabitata.

### Il Settecento e l'Ottocento
Nel 1742, nacque in una casa adiacente al convento la venerabile Chiara Isabella Ghersi, sorella di due frati cappuccini, la quale divenne monaca e badessa a Gubbio assumendo il nome di Chiara Isabella dell'Immacolata Concezione. L'agiografia della venerabile racconta che, intorno all'età di 13 anni, ebbe una visione di san Francesco e santa Chiara nella cappella laterale della chiesa del convento dedicata a san Felice da Cantalice, e che fu in questa occasione che i santi le chiesero di recarsi a Gubbio per diventare monaca.
ll convento non fu toccato durante l’invasione austriaca della Val Polcevera nel 1747, al tempo della guerra di successione austriaca che danneggiò molte altre strutture civili e religiose della zona. Le soppressioni napoleoniche del 1810, invece, ne decretarono la chiusura e l’edificio fu destinato a caserma fino al 1815, anno in cui la comunità religiosa poté ritornare in seguito alla sconfitta di Napoleone e al passaggio della Repubblica di Genova al Regno di Sardegna.
Con le leggi di eversione dell’asse ecclesiastico del 1866, lo Stato espropriò il convento e i frati dovettero trovare ospitalità nelle case di alcuni cittadini del luogo. A loro fu permessa solo l’officiatura della chiesa, mentre il convento, l’orto e la vigna furono messi all’asta. Un benefattore, Francesco Monticelli, che in seguito vivrà gli ultimi sette anni della sua vita nel convento e alla sua morte verrà inumato in una cappella della chiesa, se ne aggiudicò la proprietà e la restituì ai frati. Una parte del terreno, tuttavia, rimase di proprietà pubblica e fu utilizzato per la costruzione della nuova casa comunale.

### Il Novecento

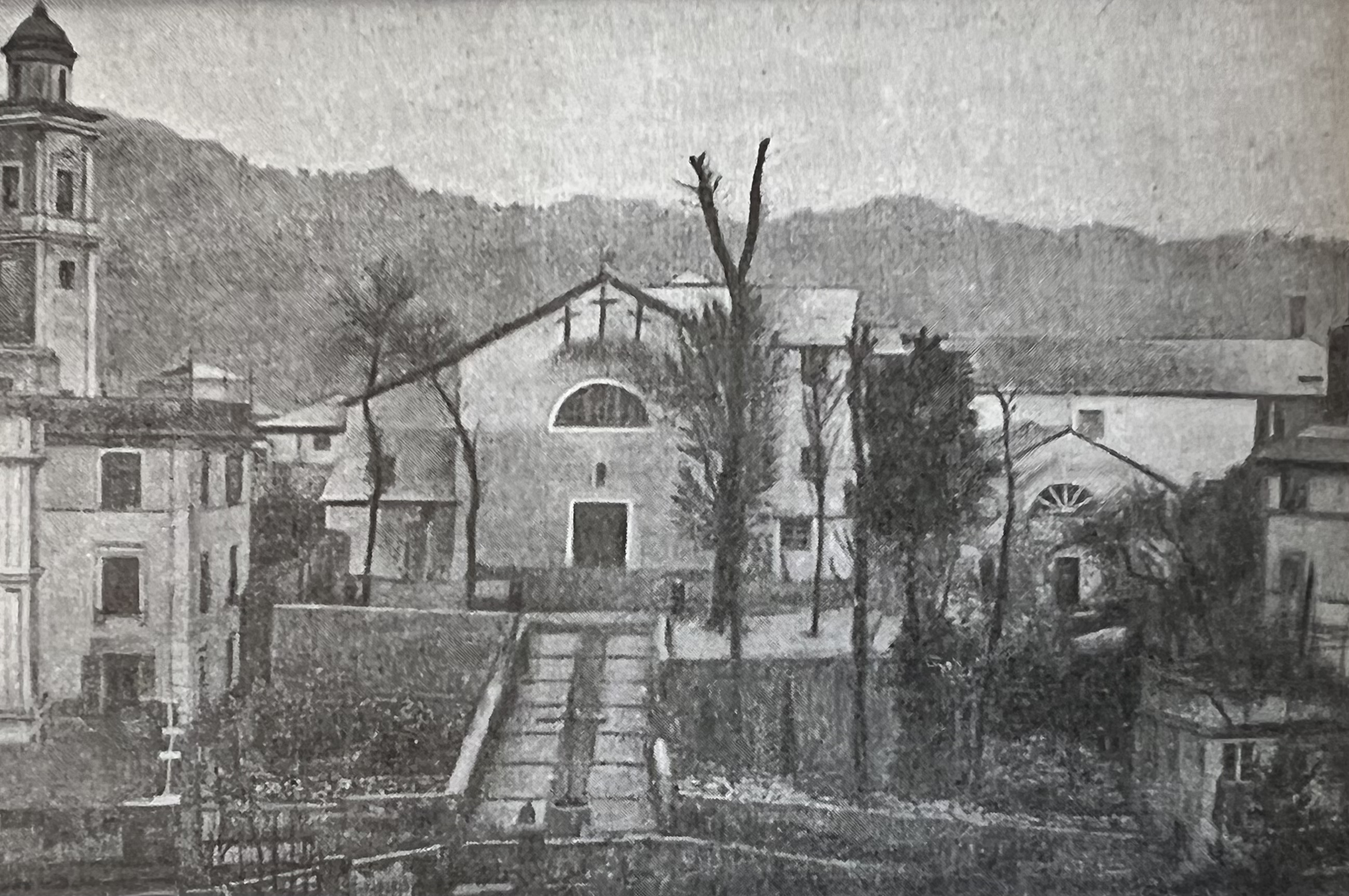
Foto del convento agli inizi del 1900

Durante la seconda guerra mondiale, alcuni frati furono reclutati come cappellani militari. Fra questi, padre Generoso da Pontedecimo, al secolo Attilio Ghiglione (1913-1962), il quale, dapprima con la 3ª Divisione alpina Julia, poi con il battaglione Gemona, partecipò alla campagna di Grecia e Albania e alla campagna di Russia dando conforto spirituale, occupandosi dei feriti e seppellendo i morti. Dopo l'8 settembre 1943, si unì alla Resistenza con il nome di 'Matteo' contro le forze nazifasciste nelle campagne della Carnia. Tornò alla vita religiosa nel 1946. Fu decorato con medaglia al valor militare e a lui è dedicato il piazzale antistante l'istituto scolastico e sportivo di Pontedecimo.

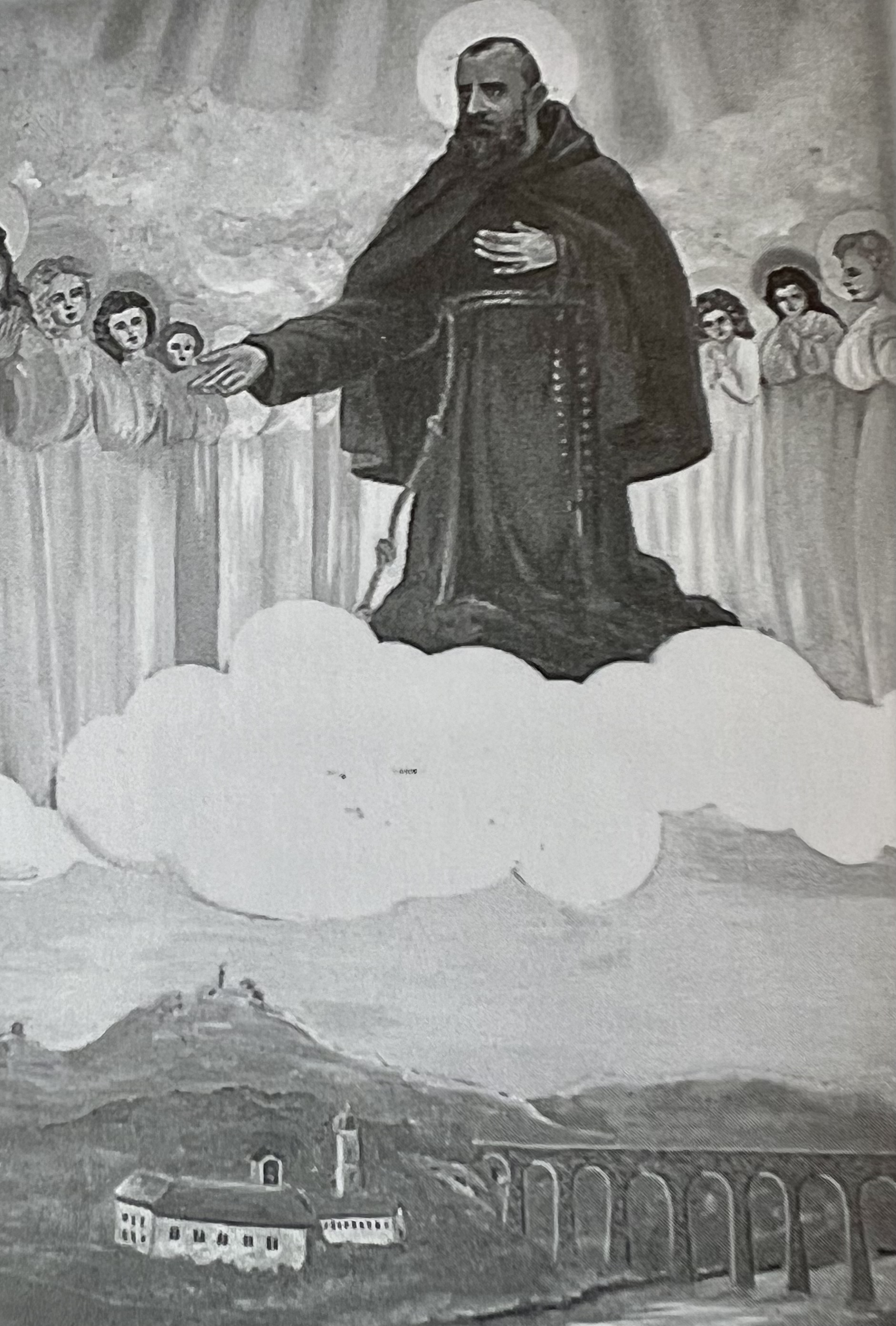
Ricordo del Padre Santo a Pontedecimo, luglio 1945

Il 5 luglio 1945, nella chiesa del convento, si verificò un evento legato alla canonizzazione di fra Francesco Maria da Camporosso, noto come ‘il Padre Santo’. Il corpo del frate cappuccino, dichiarato beato nel 1929, venne traslato durante la guerra dalla chiesa della Santissima Concezione di Genova al convento dei cappuccini di Voltaggio a causa dei numerosi bombardamenti a cui la città era sottoposta. Al termine del conflitto, il corpo del beato fu riportato da Voltaggio a Genova con una solenne processione guidata da padre Umile Bonzi, durante la quale l'urna fu esposta alla venerazione dei fedeli nella chiesa dei cappuccini di Pontedecimo. Teresa Guido, un'operaia ventottenne figlia della custode di villa Morasso a Cesino, in quel giorno avrebbe dovuto subire un intervento chirurgico presso l’ospedale Andrea Gallino per amputare un dito gravemente leso e ormai in gangrena in seguito ad un infortunio sul lavoro. Tuttavia, all’ultimo momento, ella si rifiutò di procedere con l’amputazione e si recò a pregare presso il corpo del Padre Santo, ponendo la mano ferita e fasciata sull’urna. La guarigione immediata e definitiva fu dichiarata inspiegabile dai medici e certificata come miracolo dopo un lungo processo canonico che portò alla canonizzazione del Padre Santo ad opera di papa Giovanni XXIII nel 1962.

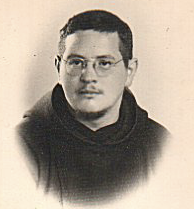
Padre Gherardo del Colle

Tra i frati del secondo dopoguerra si ricorda padre Gherardo Paolo da Cesino, al secolo Paolo Repetto (1920-1978), noto con lo pseudonimo di Gherardo del Colle, il quale fu poeta, scrittore, professore di letteratura, autore teatrale, collaboratore di riviste letterarie e giornalista de L'Osservatore Romano su temi di etica e critica letteraria. Intrattenne costanti rapporti di corrispondenza con poeti, letterati ed intellettuali, fra i quali Angelo Barile, Salvatore Quasimodo, Ettore Serra ed Eugenio Montale. A lui è dedicata la passerella sul torrente Polcevera prospiciente al convento, insieme a padre Casimiro Canepa da Pontedecimo (1914-1971), fondatore della missione cappuccina in Perù..

### Il periodo attuale
Nel 1987 il convento stava per essere ceduto, quando, su impulso di padre Vittore Ghilardi (1933-2016), responsabile delle missioni cappuccine nella Repubblica Centrafricana, fu edificato sotto il chiostro e il terreno adiacente un grande magazzino a servizio delle missioni in Africa. Attualmente il convento è gestito per conto dei frati cappuccini dall'associazione di volontariato ITA KWE Flavio Quell'Oller OdV, impegnata nella cura dei bisognosi in Italia e all'estero, che ne mantiene attiva anche la vita liturgica e spirituale.

## Descrizione

### Esterno
Facciata ad imitazione del romanico genovese a strisce bianche e nere.

### Interno
La chiesa del convento, dedicata all'Immacolata Concezione e a Sant’Antonio da Padova, è a navata unica a pianta rettangolare, con un coro profondo e quattro cappelle laterali. I cinque altari lignei barocchi rispecchiano lo stile delle chiese cappuccine genovesi del tempo. L’altare maggiore ospita una statua lignea di Maria Immacolata. Conserva tele di Andrea de Ferrari (Madonna con Bambino e S. Felice da Cantalice) e di Orazio de Ferrari (Calvario). Notevoli gli arredi lignei della sacrestia.
I mosaici dei pavimenti e le sei vetrate dedicate al Cantico di Frate Sole furono realizzate dal maestro d'arte Gilberto Venturi intorno al 1960.